# Luz (Familienname)
Luz ist ein deutscher, spanischer und portugiesischer Familienname.

## Namensträger

### Künstlername
- Luz (Zeichner) (Rénald Luzier; * 1972), französischer Cartoonist
- Luz Casal (María Luz Casal Paz; * 1958), spanische Sängerin

### Familienname
- Adriano Luz (* 1959), portugiesischer Schauspieler und Theaterregisseur
- Aída Luz (Aída da Lus Borbón; 1917–2006), argentinische Schauspielerin
- Alex Flávio Santos Luz (* 1993), brasilianischer Fußballspieler
- Amaro da Luz (1934–2019), kapverdischer Politiker, Ökonom, Diplomat und Freiheitskämpfer
- Bárbara Luz (* 1993), portugiesische Tennisspielerin
- Bernd Luz (* 1966), deutscher Künstler
- Carlos Coimbra da Luz (1894–1961), brasilianischer Politiker, Präsident 1955
- César Portillo de la Luz (1922–2013), kubanischer Musiker und Komponist
- Christoph Luz (1596–1639), Präzeptor
- Claudio da Luz (* 1979), luxemburgischer Fußballspieler
- Elisabeth Luz (1888–1971), Schweizer Fürsorgerin
- Emerson dos Santos da Luz (* 1982), portugiesisch-kap-verdischer Fußballspieler
- Felix Luz (* 1982), deutscher Fußballspieler
- Franc Luz (* 1950), US-amerikanischer Schauspieler
- Francisco de Paula Luz († 1915), portugiesischer Offizier und Kolonialverwalter
- Fritz Luz (1905–1987), deutscher Redakteur
- Georg Luz (1818–1884), deutscher Lehrer und Schriftsteller
- Hans Luz (1926–2016), deutscher Landschaftsarchitekt
- Heiner Luz (* 1959), deutscher Landschaftsarchitekt
- Heinrich Alexander Luz (1787–1852), deutscher Mechaniker und Maschinenfabrikant
- Helmut Stubbe da Luz (* 1950), deutscher Historiker, Philosoph und Politiker (CDU, FDP)
- Johann Friedrich Salomon Luz (1744–1827), deutscher Pfarrer und Naturforscher
- Jonas Luz (* 1985), brasilianischer Snookerspieler
- Jorge Luz (1922–2012), argentinischer Schauspieler
- Kadish Luz (1895–1972), israelischer Politiker
- Karl von Luz (1824–1899), württembergischer Politiker und Oberamtmann
- Leandro de Oliveira da Luz (* 1983), brasilianischer Fußballspieler
- Luis dos Santos Luz (1909–1989), brasilianischer Fußballspieler
- Maria da Luz Rosinha (* 1948), portugiesische Politikerin (PS)
- Max Luz, deutscher Drehbuchautor, Regisseur und Produzent
- Orlando Luz (* 1998), brasilianischer Tennisspieler
- Rocío Luz (* 2002), italienisch-argentinische Schauspielerin
- Sebastian Luz (1836–1898), deutscher Maler
- Simonetta Luz Afonso (* 1946), portugiesische Museologin und Kulturmanagerin
- Thom Luz (* 1982), Schweizer Regisseur, Schauspieler und Musiker
- Ulrich Luz (1938–2019), Schweizer Theologe
- Walter Luz (1898–1969), deutscher Luftverkehrsmanager,  Vorstand der Deutschen Lufthansa
- Wilhelm August Luz (1892–1959), deutscher Kunsthändler